# Lijst van Meppelers
Deze lijst van Meppelers geeft een overzicht van bekende personen die in de Nederlandse stad Meppel zijn geboren of hebben gewoond.

## Geboren in Meppel
- Chris Arlman (1944-2008), politicus
- Peter de Baat (1963), politicus
- Sita Bandringa (1944), kunstenaar
- Koen Bloemen (1998), rugbyspeler
- Emmanuel Ohene Boafo (1993), acteur
- Gerrit de Boer (1923-1944), verzetsstrijder
- Klaas de Boer (1928-2017), burgemeester
- Janneke Brinkman-Salentijn (1948), kunstschilderes, vrouw van oud-politicus Elco Brinkman
- Trix van Brussel (1920-2019), kinderboekenschrijver en liedschrijver
- Roelof Burgert (1914-2000), bedrijfseconoom, registeraccountant, hoogleraar en rector magnificus
- Greet Buter (1967), politica
- Gert-Jan Dennekamp (1966), journalist
- Ton Derksen (1943), wetenschapsfilosoof
- Frans Diekstra (1955-1995), ondernemer
- Klaas van Dorsten (1923-2007), verzetsstrijder en ondernemer
- Klaas van Dijk (1925-1995), politicus
- Christianus Engelenberg (1810-1888), politicus
- Fenna Feenstra Kuiper (1892-1983), schrijfster
- Riëtte Fledderus (1977), volleybalspeelster
- Eduard Frankfort (1864-1920), kunstschilder
- Roelof Frankot (1911-1984), kunstschilder en fotograaf
- Louise Fresco (1952), wetenschapper, bestuurder en schrijfster
- Ad van Goor (1948-2020), hoogleraar bedrijfseconomie
- Egbert Jan Groenink (1965), ondernemer en voormalig politicus
- Louise Groenman (1940), politica
- Theo de Groot (1944), acteur
- Bastiaan Gruppen (1987), wielrenner
- Johanna Haanstra (1956), politica (PvdA; GL-PvdA)
- Annemarie Heite (1970), politica (NSC)
- Albert van der Haar (1975), voetballer
- Pieter Hofstede Crull (1862-1925), jurist en waarnemend gouverneur van Suriname
- Rento Hofstede Crull (1863-1938), ingenieur en elektriciteitspionier
- Roelof Houwink (1869-1945), pluimveedeskundige
- Jan Huisman (1949), politicus
- Gerard Jansen (1923-1944), verzetsstrijder
- Jan Meine Jansen (1908-1994), kunstenaar
- DJ Jose (1966), dj en producer
- Rein van der Kamp (1979), basketballer
- Hendrik Ketel (?-1668), bestuurder
- Thijs Ketel jr. (1650-1681), bestuurder
- Gerrit Kniphorst (1790-1850), jurist en burgemeester
- Jan Krikke (1940), beeldend kunstenaar
- Ernst Kuipers (1959), hoogleraar, universiteitsbestuurder en politicus
- Abraham Rudolph Kymmell (1683-1725), bestuurder
- Pieter Jacob Kwint (1922-1944), student, Engelandvaarder, verzetsman en geheim agent
- Wolter Kymmell (1681-1746), schulte en gedeputeerde van Drenthe
- Hans Kuipers (1987), politicus
- Riek Lotgering-Hillebrand (1892-1984), voedingsdeskundige
- Malenthe Lugtmeier (1989), voetbalster
- Eric-Jan Lijzen (1981), voetballer
- Suze Maathuis-Ilcken (1855-1927), kinderboekenschrijfster
- Jan Mankes (1889-1920), kunstschilder, graficus en tekenaar
- Jan Meine Jansen (1908-1994), schilder, tekenaar, monumentaal kunstenaar
- Sven van der Meulen (1996), journalist
- Ben Nijboer (1915-1999), theoretisch natuurkundige en hoogleraar
- Wim Peters (1903-1995), atleet
- Uko Post (1954), kunstschilder
- Klaas Postma (1904-1944), verzetsstrijder
- Mark Prinsen (1994), shorttracker
- Ahmad Resh (1989), auteur
- Johannes van Riemsdijk (1757-1832), bestuurder
- Catrien Santing (1958), historicus
- Evert Schukking (1778-1849), burgemeester
- Harm van Sleen (1890-1958), politicus
- Albert van Spijker (1912-2006), verzetsstrijder
- Bernardus Struben (1908-1993), burgemeester
- Gert Tabak (1956), beeldend kunstenaar
- John Talen (1965), wielrenner
- Hendrik Thalen (1918-2006), verzetsstrijder
- Wyncko Tonckens (1837-1871), burgemeester
- Jan van der Veen (1948) voetballer
- Ronny Venema (1974), voetballer
- Petrus Voogd (1873-1939), sociaaldemocraat
- Godert Willem de Vos van Steenwijk (1829-1904), burgemeester
- Jannes de Vries (1901-1986), kunstenaar
- Edwin Wang (1991), voetballer
- Jan de Winter (1886-1994), honderdplusser, 89 dagen oudste man van Nederland
- Juul Zandbergen (1925-2008), wethouder en verzetsman
- Peter de Zwaan (1944), schrijver
- Piet Zwiers (1907-1965), kunstschilder

## Bekende inwoners
- Willem Brocades (1778-1849), chemicus en industrieel
- Jeremias Samuel Hillesum (1820-1888), opperrabbijn
- Fransina Dingstee (1919-2008), verzetsstrijdster
- Dirk Heerlijn (1913-1976), verzetsstrijder
- Charles Henri (1948-2014), beeldhouwer en kunstschilder
- Mimi van den Hurk (1919-2003), verzetsstrijder
- Peter van den Hurk (1919-2014), verzetsstrijder
- Klaas Samplonius (1947-2022), journalist en presentator